# 阮弘裕
阮弘裕（越南语：／；？—1518年）是越南後黎朝時期的一位大臣和將領。

## 生平
阮弘裕是清化宋山人，是義郡公阮文郎的兒子。1509年，因威穆帝寵倖外戚姜种，將阮文郎罷官歸田里。阮文郎便在清化三府舉兵反對威穆帝，歷數威穆帝的罪狀。阮弘裕追隨阮文郎，推翻威穆帝，擁立襄翼帝。阮弘裕因功，被襄翼帝封為安和侯。
阮弘裕之父阮文郎與殺死威穆帝的鄭惟㦃同掌兵權，兩人互相忌恨。1513年，阮文郎病死後，鄭惟㦃獨掌兵權。
1516年，陳暠叛亂，攻打東都。阮弘裕奉命前往討伐，但卻駐兵於菩提營不進兵。鄭惟㦃久已對襄翼帝不滿，趁機弑君，另立黎光治為帝。阮弘裕聲稱要討伐鄭惟㦃弑君之罪，回師東都。鄭惟岱挾持黎光治逃往清化，鄭惟㦃則另立黎昭宗。陳暠趁亂攻取了東都。黎昭宗在西都下令討伐陳暠，鄭惟㦃自天關，阮弘裕自長安、莅仁，平富侯阮文慮、永興侯鄭綏亦率水步兵並進，圍攻東都。在經過一系列激戰之後，東都被收復。
鄭惟㦃在清剿陳暠餘黨的時候中伏陣亡，阮弘裕與另一位將領鄭綏同時鎮守東都。阮弘裕駐兵東河坊，鄭綏則駐兵大羅城外。兩人不睦，阮弘裕稱病不朝。黎昭宗以廉頗和藺相如的故事相勸，但二人不聽。阮文慮與鄭惟岱同入宮中為之講和，但鄭惟岱卻被誣陷與鄭綏一起謀反，被黎昭宗斬首。阮弘裕舉兵攻打鄭綏，兩軍戰於東都的永昌、曲浦、復古等坊，三戰不克，東都為之殘破。最終鄭綏戰敗，逃往清化。鐵山伯陳真聞報，出兵東都，攻打阮弘裕。阮弘裕戰敗，逃往清化。陳真又勸駐守山南的武川伯莫登庸發兵截擊，但莫登庸沒有接受這個建議，阮弘裕得以逃脫。
1517年，專權的陳真以黎昭宗的名義，命令阮公度、莫登庸率水步二軍追擊阮弘裕，阮弘裕逃入淳祐。官軍掘開阮文郎的墳墓，開棺斬首。阮弘裕作詩給莫登庸，因此莫登庸擁兵不戰，使阮弘裕再次逃脫。翌年陳真被殺，鄭綏造反，謀立靜脩公黎祿之子黎榜為帝，改元大德，據慈廉縣。阮弘裕奉昭宗之命，率清化之兵前來勤王，與莫登庸一起攻之，被阮盎、阮敬所率的山西兵大敗，死傷慘重。阮弘裕獨自逃歸清化。不久逝世。